# Manuel Cepeda
Manuel Cepeda Vargas (Armenia, 13 de abril de 1930-Bogotá, 9 de agosto de 1994) fue un abogado, periodista y político colombiano. Fue miembro del Partido Comunista Colombiano.
Asesinado por grupos paramilitares y miembros activos de las Fuerzas Militares de Colombia, bajo las órdenes de algunos altos mandos militares, en el marco de un proceso de exterminio sistemático contra los integrantes de la Unión Patriótica.
Como miembro del Comité Ejecutivo Central del Partido Comunista Colombiano (PCC) denunciaba continuamente la persecución política contra el PCC, la Unión Nacional de Oposición y la Unión Patriótica (UP).
Cepeda fue asesinado en la localidad de Kennedy, suroeste de Bogotá cuando se dirigía al Congreso de la República, donde realizaría un esperado debate acerca de la adhesión de Colombia al Protocolo de Ginebra con el que se buscaba una mayor protección de la población civil, aplicando el Derecho Internacional Humanitario (IDH), en el marco del conflicto armado colombiano. Su asesinato se debió al proceso de persecución sistemática, estigmatización, amenazas y muerte violenta conocido como el Exterminio de la UP. Este plan fue ejecutado en el marco del llamado "Golpe de Gracia" y del "Plan Baile Rojo", a través de los cuales fueron asesinados dos candidatos a la presidencia de la República, otros ocho congresistas, 13 diputados, 70 concejales, 11 alcaldes y más de 6.000 militantes de la UP. Sin la aquiescencia del Estado colombiano y la activa participación de la cúpula castrense y de agentes del Estado, no habría sido posible un genocidio de semejantes proporciones. 
En el fallo de condena del Estado por el genocidio de la UP, la Corte IDH sostuvo que la represión sufrida por la Unión Patriótica incluyó asesinatos, torturas, desapariciones forzadas, allanamientos y atentados. También afirmó que esta violencia sistemática se extendió a casi la totalidad del país, contando para ello con la complicidad de autoridades locales. Fue un crimen de lesa humanidad, concluyó el alto tribunal.

## Biografía
En 1953, mientras realizaba estudios de derecho en la Universidad del Cauca, fue asesinado en Cali el dirigente popular Julio Rincón. En 1958, en el VIII Congreso del PCC, fue elegido como miembro del Comité Central y encargado de la reconstrucción de la Juventud Comunista Colombiana (JUCO), de la que ocuparía la secretaría general. En su labor de reconstrucción militó al lado de Jaime Bateman Cayón, Hernando González Acosta, Jaime Pardo Leal, Miller Chacón y Yira Castro. En 1964 fue encarcelado en la Cárcel La Modelo de Bogotá. En 1992, fue nombrado secretario general del PCC, en reemplazo de Álvaro Vásquez. Para ese año el exterminio de la UP se había extendido por todo el país, más de 3 mil personas de este movimiento político habían sido asesinadas.
En 1960 contrae matrimonio con Yira Castro, con quien tuvo dos hijos: María e Iván Cepeda Castro. Al momento de morir su pareja era Olga Navia, activista política y cultural.
Como congresista presentó proyectos de Ley sobre el Ministerio de la Cultura, el artista, la televisión alternativa, el estatuto de la Oposición y la rebaja de penas a presos políticos. Al momento de su asesinato preparaba proyectos de Ley sobre el menor, la mujer trabajadora, la Cultura, el Consejo Nacional de la Juventud, la objeción de conciencia al servicio militar obligatorio, y la mayoría de edad a los 17 años.

## Asesinato

### Antecedentes
En julio de 1993, varios miembros de la dirección de la UP se reunieron con el ministro de defensa Rafael Pardo, bajo el gobierno de César Gaviria, para denunciar la existencia del “Plan Golpe de Gracia”, elaborado por el alto mando militar con apoyo paramilitar. Los voceros gubernamentales declararon ante los medios de comunicación que, con estas denuncias, la izquierda pretendía mejorar los resultados en las elecciones legislativas de Colombia de 1994.
Semanas después fue asesinado José Miller Chacón, dirigente del Partido Comunista, quien reemplazó a José Antequera en el cargo de Secretario General del partido. Dos semanas después, es asesinado en Florencia Caquetá Henry Millán Gonzalez, ex representante a la cámara por el Caquetá en reemplazo de Iván Márquez y cofundador de la UP en el departamento. 

Bajo el mismo plan de exterminio Manuel Cepeda fue asesinado meses más tarde, y se atentó contra Aída Avella, presidenta de la UP, con un cohete disparado en una avenida de Bogotá y ese mismo año, en los días 6 y 7 de septiembre, serían masacrados seis jóvenes estudiantes de la Universidad Distrital y activistas juveniles de la UP en hechos que se conocerían como la Masacre de Mondoñedo.
Con el «Plan Golpe de Gracia» se consolidó la estrategia de exterminio contra las comunidades que se constituían como base política de la UP y contra líderes de ese movimiento político. En 1993 fueron asesinados 129 líderes más; y también se dio marcha al «Plan Retorno», a través del cual se buscaba la criminalización de los líderes de la UP que continuaban activos políticamente.
A inicios de 1994, Cepeda Vargas había denunciado la conformación de los llamados Comandos Populares por parte de miembros del también mermado Partido político Esperanza, Paz y Libertad, los cuales estaban apoyados por grupos paramilitares e industriales bananeros en el Urabá y a quienes responsabilizó del asesinato de miembros de la UP en dicha región. 

### Los hechos
Cepeda Vargas fue ejecutado por sicarios que iban en un Renault 9 color blanco el 9 de agosto de 1994 desde el cual estos le dispararon cuando se desplazaba por la Avenida de Las Américas con carrera 74, en el costado del barrio Mandalay a dos calles de su residencia en la urbanización Banderas en la localidad de Kennedy, al sur occidente de Bogotá. Había sido amenazado constantemente.
Sus restos fueron sepultados en el Cementerio Central de Bogotá.

### Investigación sobre el crimen
Dos exagentes del estado fueron condenados a 43 años de prisión el 18 de enero de 2001 por el Tribunal Superior de Bogotá: Hernando Medina y Justo Gil Zúñiga, suboficiales retirados del Ejército de Colombia. Otro individuo de nombre Edilson Jiménez El Ñato, fue sindicado el 18 de marzo de 2009 como supuesto autor del delito de homicidio agravado, por un fiscal de la Unidad Nacional de Derechos Humanos y DIH.
Declaraciones dadas por paramilitares desmovilizados como Diego Fernando Murillo alias Don Berna reafirmaron la autoría del líder paramilitar Carlos Castaño y del ex subdirector del Departamento Administrativo de Seguridad (DAS) José Miguel Narváez este último como instigador del crimen del senador Cepeda y afirmó haber presenciado una reunión hecha en 1999 entre Castaño y Narváez donde el primero le recriminó a Narváez diciéndole que no sirvieron cometer crímenes como los del senador Cepeda y del periodista Jaime Garzón. El jefe paramilitar declaró que el crimen del senador Cepeda obedeció a una orden de altos mandos militares nombrando específicamente a los generales Rodolfo Herrera Luna y Harold Bedoya como autores intelectuales en el marco del "Plan Golpe de Gracia" y en represalia por la escalada de ataques a puestos y patrullas militares hechos por las FARC- EP, así como una venganza de dicho mando militar por el asesinato del General Carlos Julio Gil, comandante de la Cuarta División del Ejército, el cual ocurrió 21 días antes, el 19 de julio de 1994. El exparamilitar Jesús Emiro Pereira Rivera es el único condenado por este caso.

### Condena al Estado
En marzo de 1997 la Comisión Interamericana de Derechos Humanos declaró admisible la denuncia presentada en diciembre de 1993 por la Corporación Reiniciar, la Comisión Colombiana de Juristas y el Colectivo de Abogados José Alvear Restrepo, contra el Estado colombiano por la persecución de miembros de la Unión Patriótica. En mayo de 2005 el Colectivo de Abogados y la Fundación Manuel Cepeda Vargas, dirigida por Iván Cepeda, solicitaron a la Comisión Interamericana realizar un trámite separado para el asesinato de Manuel Cepeda, dicha solicitud fue aprobada en diciembre del mismo año. 
La Comisión Interamericana de Derechos Humanos, considerando que el Estado colombiano no había actuado con diligencia en la investigación y sanción de los responsables del magnicidio, que había obstruido la justicia, que no había reparado adecuadamente a los familiares del asesinado líder y que presuntamente el asesinato fue perpetrado mediante la coordinación de miembros del Ejército con grupos paramilitares, decidió someter el caso ante la Corte Interamericana de Derechos Humanos.

La Comisión solicitó a la Corte que declare al Estado responsable por la violación de los derechos a la vida, integridad personal, garantías judiciales, protección de la honra y de la dignidad, libertad  de pensamiento y expresión, libertad de asociación, derechos políticos y protección judicial.

Tras escuchar a las partes, la Corte Interamericana emitió su sentencia el 26 de mayo de 2010; en ella el Estado colombiano fue condenado, entre otros aspectos, por la participación de sus agentes en el asesinato del líder de la Unión Patriótica. La Corte exigió al Estado reconocer su culpabilidad en un acto público, producir un documental sobre la vida de Manuel Cepeda, hacer una publicación escrita sobre el asesinado senador, otorgar una indemnización económica a los familiares de la víctima, entre otros.
El acto público de reconocimiento de la culpabilidad del Estado se realizó en sesión solemne de las dos cámaras del Congreso de la República el 9 de agosto de 2011, día en que se cumplían 17 años desde el asesinato del senador de la UP. Germán Vargas Lleras, quien para entonces se desempeñaba como ministro del Interior, en nombre del Estado, reconoció que el asesinato "fue cometido por agentes del Estado en complicidad con paramilitares y que la justicia colombiana fue incapaz de encontrar y juzgar a los responsables de este crimen", y pidió perdón a la familia de Cepeda. Esta fue la primera vez que el Estado reconoce su responsabilidad en el asesinato de un dirigente político.
Este crimen, al igual que el de los demás miembros de la UP, fueron declarados en 2014 por la Fiscalía General de la Nación como delitos de lesa humanidad, al concluir que se trató de un siniestro plan por parte de sectores políticos, en alianza con agentes de seguridad del estado, narcotraficantes y paramilitares, para impedir el ascenso de movimientos de izquierda en la política colombiana.
En enero de 2023 la Corte Interamericana de Derechos Humanos, en "Sentencia del caso Integrantes y Militantes de la Unión Patriótica Vs. Colombia”COLOMBIA ES RESPONSABLE POR EL EXTERMINIO DEL PARTIDO POLÍTICO UNIÓN PATRIÓTICA, declaró que el Estado de Colombia es responsable por las violaciones de derechos humanos cometidas en perjuicio de más de seis mil víctimas integrantes y militantes del partido político Unión Patriótica (“UP”) a partir de 1984 y por más de veinte años. Por ello condenó al Estado y ordenó que se adopten todas las medidas de protección necesarias, se brinden garantías de no repetición, se investiguen los hechos, identifique y juzgue a los responsables intelectuales y materiales, se realice un acto público de reconocimiento de responsabilidad del Estado, se declare un día nacional para reconocer a las víctimas y se construya un monumento en honor a ellas.

## Obra
Escribió el libro de poemas Vencerás Marquetalia de la editorial Nueva Colombia, en homenaje a las organizaciones campesinas armadas orientadas por el PCC en el Tolima. Este  libro fue escrito en el año de la fundación oficial de las FARC-EP. En 1981, Cepeda publicó: Yira Castro: mi bandera es la alegría, homenaje póstumo a su esposa que fallece ese año.
Fue columnista del semanario Voz Proletaria (luego Semanario Voz) y su director durante varios años.

## Homenajes
En su honor, un colegio de Bogotá (Antiguo Colegio IED Britalia) y la avenida que comunica el sector de Banderas hasta la Avenida Longitudinal de Occidente, en la localidad de Kennedy llevan su nombre (Avenida Manuel Cepeda Vargas).
Un frente de las antiguas FARC-EP también llevó su nombre. Al respecto, su hijo Iván Cepeda, repudió en su momento el uso del nombre de su padre por parte de las FARC-EP y condenó las acciones de esa guerrilla, afirmando que “Una sociedad justa y democrática, como la que quería mi padre, no se construye a punta de atentados indiscriminados contra la población civil”.